# 장현우 (1991년)
장현우(張現愚, 1991년 12월 9일 ~ )는 대한민국의 영화배우 겸 탤런트이다.
장현우 네이버 프로필1991년 12월9일 출생 특이사항으로 SBS 개국기념물로 SBS 방송국 개국과 함께 태어난 남자아이로 선정되어 서울시 강남구 논현동소재 차병원에서 자연분만으로 출생하였다.
그 당시 차병원으로 아이를 낳기위해 많은 사람들이 몰려, 병실이 부족했는데 장현우의 어머니역시 병실이 없었는데 장현우의 탄생과 함께 꽃다발, 축하 인터뷰 전화, 없었던 병실이 생겼다.
그 후로 서울특별시 송파구 방이동에서 유년시절을 보내오다
방이중학교 재학중 교내 사생대회에서 그 당시 신화의 뮤직비디오 촬영을 위해 연예계 관계자에게 눈에 띄어 길거리캐스팅을 당했다.
재밌는 비화로 같은회사 두 사람에게 명함을 받는 일이 있었는데
더 직급이 높은 명함에 번호로 연락을 했다고 한다.
그후로 연예인 연습생으로 계약 후 연예계 생활을 시작했다.
신장은 182cm 체중 72kg
상명대학교 영화과에 입학하였다.